# ديسقوريا جناحية
ديسقوريا جناحية أو اليام الأرجواني (الاسم العلمي:Dioscorea alata) هي نوع من النباتات تتبع جنس الديسقوريا من الفصيلة الديسقورية. واليام الأرجواني هو من الخضار ذات الجذور الدرنية. تكون الدرنات الجذرية عادةً ذات لون مشرق يشبه لون الخزامى (ومن هنا جاءت صفة أرجواني) ولكنها قد تكون في بعض الأحيان بيضاء. ويتم الخلط أحياناً بين اليام الأرجواني والقلقاس والبطاطا الحلوة الأوكيناوية. وقد عرف اليام الأرجواني من البشر منذ العصور القديمة لأن منبته الأصلية في المناطق الاستوائية الآسيوية.

## إستعملاته
يستخدم اليام الأرجواني في مجموعة متنوعة من الحلويات ونكهات الآيس كريم والحليب واللفات السويسرية والتارت والكوكيز والكعك والمعجنات الأخرى.

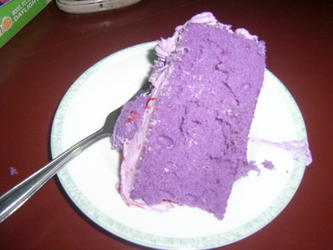
قطعة من الكيك المصنوع من اليام الأرجواني

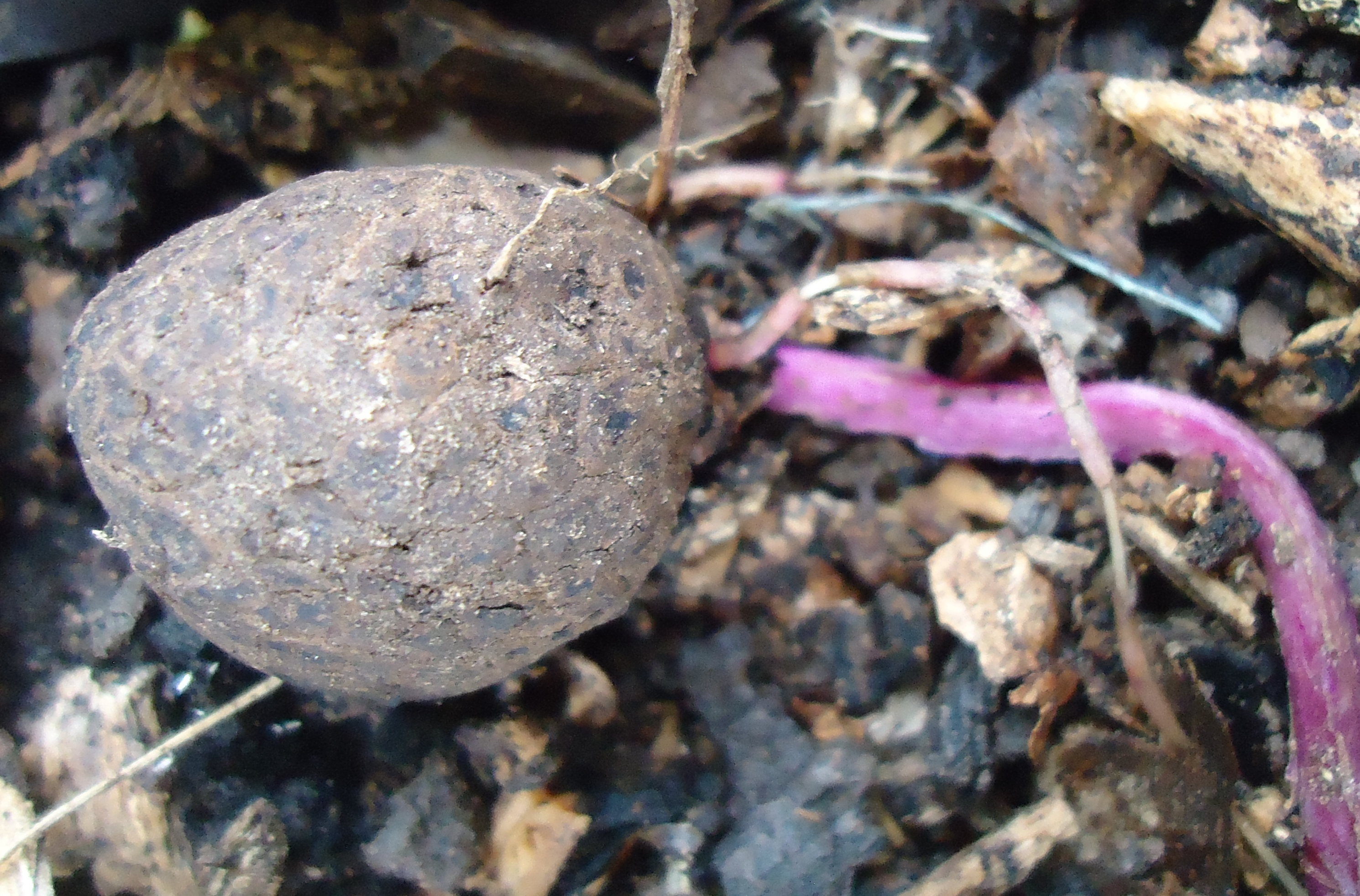
درنة اليام الأرجواني والجزء الصالح للأكل من النباتات.

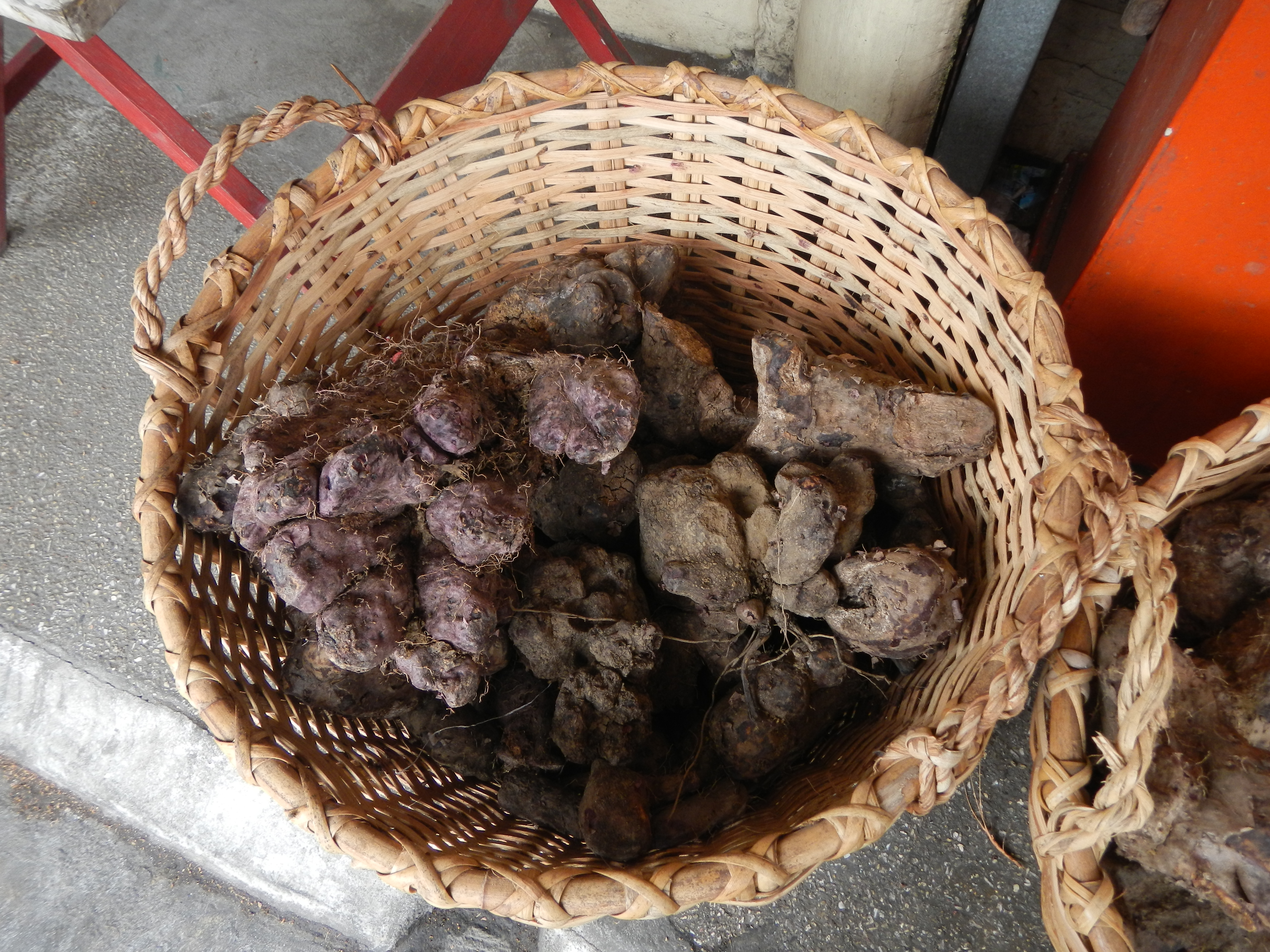
Harvested purple yam tubers

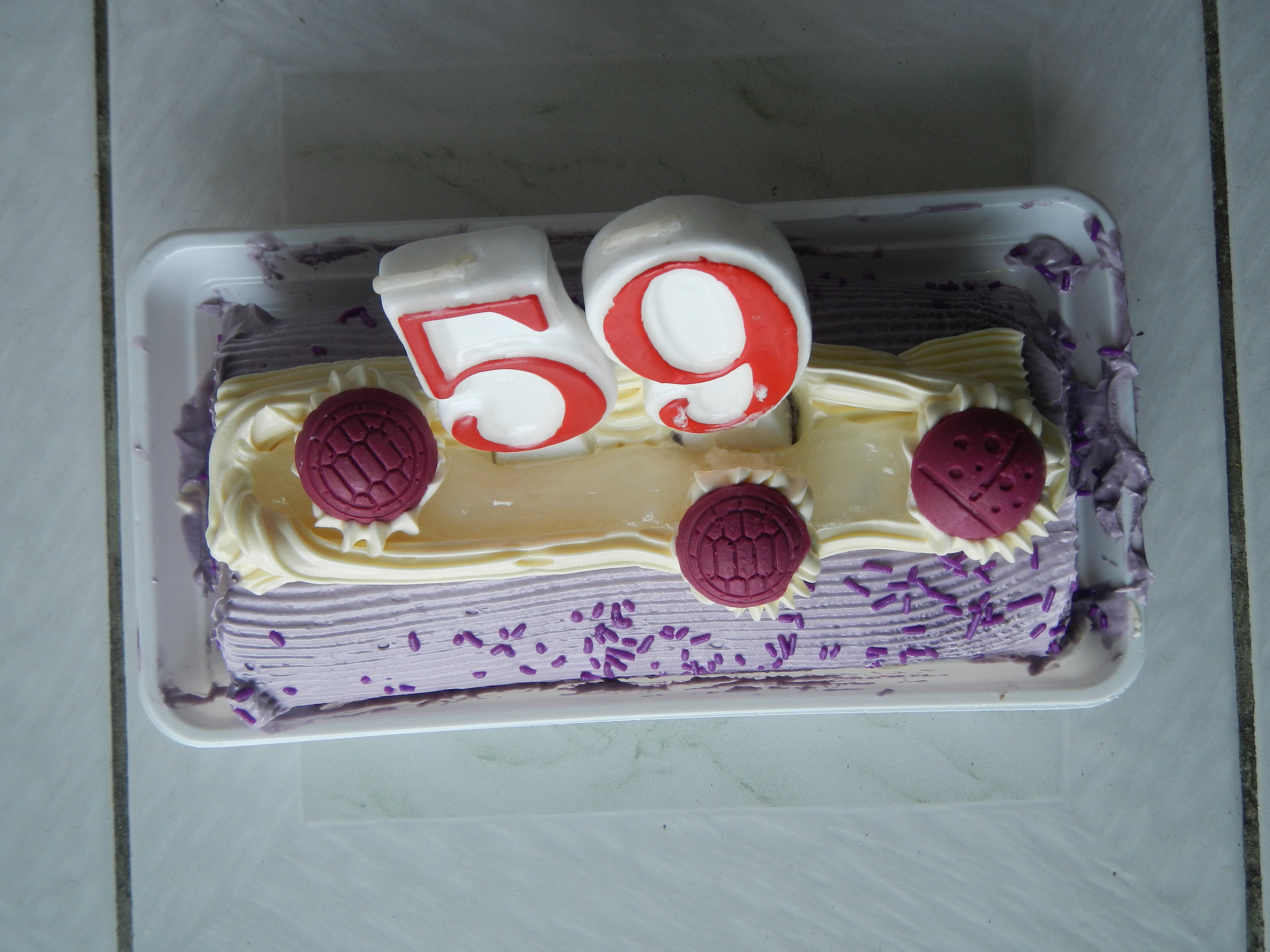
A Philippine ube-macapuno cake roll.